# Pávlos Haïkális

Pávlos Haïkális (grec moderne : Παύλος Χαϊκάλης), né le 30 octobre 1959 à Katákolo, est un acteur et homme politique grec.

## Biographie

### Carrière d'acteur
Pávlos Haïkális a une longue carrière d'acteur au théâtre, à la télévision et au cinéma grec.
Il a joué dans des grands succès cinématographiques, comme Planque et camouflage en 1984 ou Safe Sex en 2000.

### Engagement politique
Lors des élections législatives grecques de janvier 2015, il est élu député au Parlement grec sur la liste des Grecs indépendants (ANEL) dans la circonscription de l'Attique.